# Nusle (zámek)
Nuselský zámek je dnes již neexistující raně barokní panský dvůr a zámek v místě dnešního náměstí Bratří Synků a ulice Na Zámecké v pražských Nuslích. Dvoupatrová budova zámku z roku 1640 zanikla koncem 19. století, zbylý areál se zahradou byl postupně rozparcelován mezi lety 1900–1905.

## Historie
V držení tehdejší vsi Horní Nusle se vystřídalo několik majitelů, než ji roku 1627 koupil tehdejší nejvyšší zemský sudí a zakladatel hraběcí větve pánů z Vrtby, Sezima (1578–1648) a kolem roku 1640 si zde nechal vybudovat panský dvůr. Jeho vnuk Jan Josef z Vrtby přikoupil Dolní Nusle a spojil je v jednu obec. K Nuselskému dvoru přistavěl v zahradách údolí Botiče v místech dnešního náměstí Bratří Synků Nuselský zámek se zahradou. Obdélná stavba s výrazným zadním rizalitem, schodištěm a sedlovou střechou, půdními prostorami, sušárnou s přísluš., s podsklepením, chodbami a vinným sklípkem, měla ve třech podlažích 18 pokojů, 2 kuchyně, refektář, taneční a spol. sál, malou kapli Panny Marie La Salettské, sklad Nuselského zámku a stáj. Roku 1694 nechal vybudovat v Nuslích u Botiče také Nuselský pivovar, ve své době největší soukromý pivovar v českých zemích.
Jak vyplývá z dobových map, zámek stál v místech dnešního náměstí Bratří Synků. Při evidenci domů města Nusle byla budovám patřícím k zámku přidělena popisná čísla 1 až 5 (krom největší skupiny zámeckých domů v jižní části dnešního náměstí "Nusle čp. 4", které byly nahrazeny na počátku 20. stol. bloky secesních domů s "čtyřstovkovými" popisnými čísly, dosud existujícími na náměstí, v Sezimově i Táborské, tehdy Palackého, ulici od Nusle čp. 422 do 482). Číslo popisné 6 bylo přiřazeno původní Nuselské radnici v domě "Pod věží" v Otakarově ulici, čísla 7 až 10 budovám v areálu historického Nuselského pivovaru a čp. 11 nuselskému Dolnímu mlýnu na konci Mlýnského náhonu od Dolní Landhausky, přes "Ostrůvek" a pozemky Nuselského pivovaru k Závišově ulici. Majitelé nuselského velkostatku požádali o jeho rozparcelování pro budoucí výstavbu. S tím jim nebylo povoleno budovy, které se na daných místech nacházely, udržovat, a to ani po soudním sporu. Důvodem bylo, že za udržované budovy stojící na pozemku určeném k výstavbě, by bylo nutno platit vyšší náhrady.
Roku 1758 Vrtbové svůj letní zámek v Nuslích prodali majiteli zámku Dobříš, hraběti Jindřichu Pavlovi z Mansfeldu. Nuselskou zámeckou zahradu navštívila tehdy i císařovna Marie Terezie, jako místo příjemné mezi vinohrady. Po Mansfeldově smrti dědila Nusle jeho dcera Marie Isabela z Colloredo-Mansfeldu. Roku 1795 koupil obojí Nusle majitel Bechyně kníže Josef Václav Paar a rozšířil tak své dosavadní panství z Vršovic (na horním obrázku vesnička nad Nuselským zámkem, skryta stromy, kolem kostelíka sv. Mikuláše) a Podolí-Dvorců.

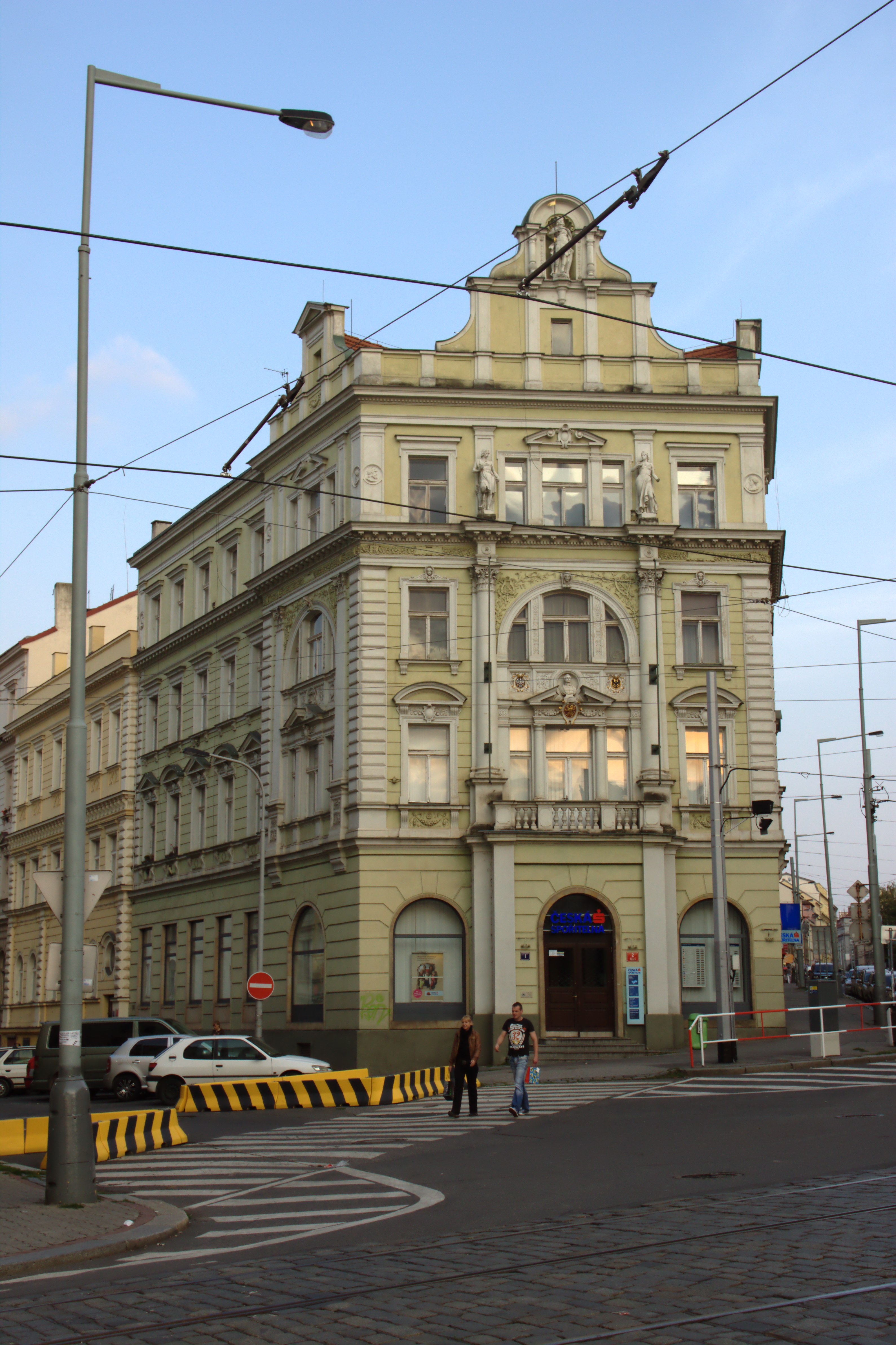
Národní dům v Nuslích

V průběhu času byly pozemky velkostatku i zámecká zahrada rozděleny na dvě části kvůli výstavbě trati z Prahy do Tábora (a přes Třeboň do Vídně roku 1870) Dráhy císaře Františka Josefa. Na místě velké části zámecké zahrady a parku vzniklo v roce 1882 nádraží Nusle (od roku 1920 Praha-Nusle, r. 1941 přejmenované na nádraží Praha-Vršovice). Počátkem roku 1882 vznikla rovněž důležitá lokální dráha Nusle-Modřany (pozdější "Posázavský Pacifik"), jejíž konečná stanice "Nusle" u Bohdaleckého tunelu byla již v březnu 1882 do nového nádraží v zahradách Nuselského zámku na hlavní trati do Tábora přemístěna.
Na severním okraji Nuselské zámecké zahrady, proti historickému Nuselskému pivovaru, byl před rokem 1815 postaven dvoupodlažní dům, sloužící též jako restaurace, který byl v rámci parcelace a regulace uličních čar zbořen, neboť částečně překážel vyznačené Linecké (Nuselské) ulici. Na jeho místě postavil roku 1896 architekt Antonín J. Fric rohový čtyřpodlažní neorenesanční dům (Nusle čp. 6), s věží a hodinami, ozdobený girlandovými věnci a maskarony, v němž později sídlila Nuselská kavárna. Po demolici Nuselského zámku, v němž sídlily obecní kanceláře si městská rada Královského města Nuslí pronajala v tomto rohovém domě 18 místností, až do doby, kdy byla dokončena a  zprovozněna nová Nuselská radnice (1908-1909).
V souvislosti s povýšením Nuslí císařem Františkem Josefem I. na královské město v prosinci 1898 byl vypracován projekt parcelace, návrhu ulic a nuselských náměstí, který již s existencí, ani opravou barokních zámeckých budov nepočítal. S výstavbou tehdejšího nuselského Metodějova (později Riegerova, nyní Bratří Synků) náměstí na konci 19. století, respektive do roku 1903, byl zámek z důvodu výstavby nových činžovních domů a dalších staveb zbořen. Zbylý areál dvora se zámeckou zahradou pak postupně zmizel mezi lety 1900–1905. Části zámecké zahrady a dvora v dvorních traktech nových většinou secesních činžovních domů byly ponechány v parkové úpravě, ale většinou zastavovány zázemím nově vzniklých obchodů (sklady, dílny) či průmyslových podniků v okolí náměstí a nynější Nuselské ulice. Již v roce 1888 byla postavena, při cestě na Tábor, na jihovýchodním okraji nuselského hospodářského dvora budova Staré nuselské sokolovny (od roku 1925 přestavěna na Husův sbor v nynější Táborské ulici, Nusle čp. 317,  včetně klasické budovy divadla přímo ve dvoře a protější budovy druhého nuselského kina Rokoko, s mansardovou střechou) v malebném anglikánském stylu. Okolí bylo již v roce 1896 zastavěno blokem secesních domů na nějž navázala budova Nuselského okresního soudu, dokončená stavitelem Teofilem Heroldem v roce 1897 (Nusle čp.350). Sousední budova honosné historické Nuselské radnice, uzavírající cestu Nuselským zámeckým hospodářským dvorem na jih, vznikla až o deset let později.
Místo využíval k procházkám po  Nuselských schodech a v zahradách nuselského zámku Jakub Arbes (kniha Okolí Prahy) i T. G. Masaryk, který v letech 1886 až 1889 v blízké Vlčkově  Vile Osvěta s rodinou bydlel. Tudy se také navracel v sobotu 21. prosince 1918 zvláštním vlakem slavnostně do Prahy již jako prezident nové republiky.
Někdejší zámeckou budovu připomíná již jen pseudobarokní fasáda domu Nusle č. p. 1 na náměstí Bratří Synků (s hodnotným obrazem Panny Marie s Ježíškem. Nad nímž ve štítu čtvrtého podlaží je chronogram „Ave Maria“ 1904) a blízká ulice Na Zámecké. Sousední pětipodlažní obytný dům (Náměstí č.4. Nusle čp. 349), jenž má fasádu pseudorenesanční s šambránovými prvky pseudogotiky, tvoří pravý vstup do zámecké ulice, v místech někdejšího domu zámeckého správce. Je datován pod nikou třetího poschodí l.p. 1902. Exkluzívní vinárna "Na Zámecké" se stříbrnými příbory vzniklá v roce 1919 v rohovém domě z roku 1897 na nároží Bělehradské a Boleslavovy byla nahrazena po roce 2000 bankou, kancelářemi a prodejnou. Zakladatele zámku připomíná blízká Sezimova ulice, vedoucí k Nuselské radnici. A v ní pětipodlažní secesní dům (Nusle čp. 402), datovaný nad soškou Panny Marie na portále v nice l.p. 1905, s velkou freskou jedoucího svatého Václava se znaky zemí koruny české a praporcem s plaménkovou orlicí, podle návrhu Mikoláše Alše, který třináct let bydlel v blízké Bělehradské (tehdy Nuselské - Staré Linecké) ulici. Letmý lokální archeologický průzkum potvrdil v sanovaných místech existenci starších staveb, než byl areál Nuselského zámku (zbytky nuselské tvrze, osídlení z 11. stol. i starší).
Jednou z budov vzniklých na tomto místě je také novorenesanční Národní dům z roku 1897 (Nusle čp. 2. Nuselská č.1) v dnešní Nuselské ulici, postavený v místech někdejšího nuselského zájezdního hostince "Na kovárně" s možností ubytování v těsné blízkosti zámeckého dvora.
Naproti Nuselskému národnímu domu stála vjezdová raně barokní brána Nuselského hospodářského dvora zámku (Nusle čp. 4) ještě v roce 1905. Do prostoru náměstí na místě Nuselského zámku bylo zaústěno šest ulic. Kromě hlavních Nuselské a Bělehradské dále Čestmírovy, Na Zámecké, Boleslavovy a Sezimovy. Vnitřní území náměstí bylo zaplněno částečně tržištěm (osmiboké stálé prodejní stánky) a částečnou parkovou úpravou s průjezdnými jednosměrnými silnicemi po jeho obvodu.
Z významných staveb vzniklých v jižní části nuselského zámeckého hospodářského dvora koncem 19. století nutno též připomenout secesní domy Šrámkovy Nuselské polikliniky (Nusle čp. 321 a 324) a Nuselské lékárny v nynější Táborské ulici, včetně novějších budov a zdravotních zařízení polikliniky ve dvorním traktu. Z téže doby pochází tamější blízká populární restaurace "U Bansethů" v secesním domě na křižovatce s ulicí Sezimovou, proti Nuselské radnici, kterou rád navštěvoval spisovatel Jaroslav Hašek.